# Фесечко Віктор Миколайович
Віктор Миколайович Фесечко (нар. 24 січня 1970, Кіровоград) — український боксер, колишній чемпіон світу за версією WBF. Тренер-викладач ДЮСШ № 1. Член ревізійної комісії Кіровоградської обласної федерації боксу (КОФБ). 1 з тренерів проєкту «Ти чемпіон» на ТРК «Україна».
Тренує чемпіона Європи та світу Заміга Атакішиєва.
Фесечко був одним з трьох суддів бою Ентоні Джошуа — Олександр Усик який відбувся 26 вересня 2021 року. Прізвище судді було невірно внесено до залікової картки бою. Замість Фесечко організатори написали Фесеченко.

## Біографія
Фесечко народився 24 січня 1970 у м. Кіровограді.
Закінчив середню школу № 30.
Тренерами молодого спортсмена був Олексій Дмитрович Холодний, згодом — Анатолій Онисимович Яценко.
Чемпіон Спартакіади України.
У 1991 став чемпіоном України. Того ж року почав тренувати спортсменів.
У 2001 році став чемпіоном світу у професійному боксі.
У 2002 році отримав звання заслужений майстер спорту України.
У 2006 році закінчив факультет фізичного виховання Кіровоградського державного педагогічного університету.
Тренер-викладач ДЮСШ «Спартак — 2002».